# 몬스트러몰로지스트 1
《몬스트러몰로지스트 1 - 괴물학자와 제자》(영어: The Monstrumologist)는 릭 얀시의 2009년 장편 고딕 호러 소설로, 몬스트러몰로지스트 사부작의 첫 번째 시리즈이다. 19세기 말 미국을 배경으로 주인공 '괴물학자'가 아서 코난 도일, 잭 더 리퍼, 아르튀르 랭보 등이 얽힌 미스터리 살인 사건을 추적하는 내용이다. 대한민국에는 황금가지에서 박슬라 번역으로 출간되었다.